# Convent de Sant Francesc (Vilafranca del Penedès)
El Convent de Sant Francesc, també conegut com l'Antic Casal Vilafranquí, és un edifici a la vila de Vilafranca del Penedès (Alt Penedès) protegit com a bé cultural d'interès local. La muralla va ser construïda al segle xiv en substitució d'una anterior, menys consistent. Defora d'aquest recinte antic a ponent de la Rambla de Sant Francesc restà però un edifici d'origen medieval que era situat extramurs, es tracta de l'antic convent de franciscans, que va ser convertit en hospital el 1835 i una part de l'edifici s'utilitzà d'Hospital Comarcal. Situat al carrer de Sant Pere, es conserva l'església gòtica de Sant Francesc, el claustre, i estatja nombrosos sepulcres medievals: dels Penyafort, dels Bartomeu, d'Hug de Cervelló, de Pere d'Avinyó, etc. Ha estat convertida en museu lapidari de gran interès artístic. La muralla medieval va ser enderrocada durant la primera meitat del segle xix.

## Història
Diversos reis celebraren corts a Vilafranca. Les primeres, el 1217, per Jaume I. En aquell segle xiii, la família dels Vilafranca apareix en qualitat de castellana. El 1304, el rei Jaume el Just encarregà al sotsveguer de Vilafranca i al batlle que venguessin el Palau Reial de Vilafranca del Penedès i, amb el preu de la venda, en construïssin un altre a la mateixa vila. El 1308 va adquirir el palau (vell Monestir de Santes Creus). Pere el Cerimoniós, que el 1347 s'allotjà a l'hostal vilafranquí "d'en Castelló de San Pere", celebrà corts a Vilafranca, al convent de Sant Francesc, el 1353.
El CRAI Biblioteca de Fons Antic de la Universitat de Barcelona conserva, arran de la desamortització dels convents del 1835, els fons provinents del Convent de Sant Francesc d'Assís, que actualment sumen gairebé una vintena d’edicions. Així mateix, ha registrat i descrit diversos exemples de les marques de propietat que van identificar el convent al llarg de la seva existència.